# Lucas Grabeel
Lucas Stephen Grabeel est un acteur et chanteur américain, né le 23 novembre 1984 à Springfield (Missouri). Il est principalement connu pour son rôle de Ryan Evans dans les films High School Musical.

## Biographie
Lucas Grabeel commence sa carrière dans un téléfilm de Disney Channel: Halloweentown High, diffusé en octobre 2004. Il obtient ensuite quelques petits rôles dans diverses séries (Boston Justice, ou Veronica Mars) avant de devenir Ryan Evans dans la comédie musicale High School Musical : Premiers pas sur scène, également diffusée par Disney Channel. Il interprète à cette occasion trois titres de la bande originale. Le succès du téléfilm et de cette BO lui permet de participer à la tournée High School Musical : The Concert, en compagnie notamment d'Ashley Tisdale et Vanessa Anne Hudgens, également à l'affiche du téléfilm.
Il tourne par ailleurs dans la suite de Halloweentown High, Return to Halloweentown, diffusée en octobre 2006. Toujours pour Disney, il enregistre You know I will pour le film Rox et Rouky 2 et une reprise de Go the distance (extrait de la bande originale du film Hercule) pour la compilation Disney Mania 5. En 2007, il retrouve le rôle de Ryan Evans dans High School Musical 2. Il participe également à Alice, un film indépendant adaptant une série de livres pour enfants.
En 2008, il a été à l'affiche au cinéma fin octobre aux côtés de ses partenaires dans High School Musical 3 : Nos années lycée, puis le mois suivant dans le film Harvey Milk. Et en 2011 dans une nouvelle série de ABC Family, Switched (Switched at Birth) dans laquelle il joue Toby Kennish, frère de jeunes filles échangées à leurs naissance. Il joua aussi Esra Chase dans le film Les aventures de Food boy (diffusé sur la chaîne Gulli), jeune garçon maniaque et qui veut devenir populaire. En 2011, il fait une apparition à la fin du film La Fabulous Aventure de Sharpay, toujours dans le rôle de Ryan Evans. En 2014, il double la voix du personnage principal de la série jeunesse à succès Shérif Callie au Far West, produite par Disney Channel, aux côtés de Mandy Moore.

## Filmographie
- 2004 : Les Sorcières d'Halloween 3 : Ethan Dalloway
- 2005 : Dogg's Hamlet, Cahoot's Macbeth (en) : Charlie / Gertrude / Ophelia
- 2005 : Boston Justice : Jason Matheny
- 2006 : Veronica Mars : Kelly Kuzzio / Wanna Score Boy
- 2006 : High School Musical: Premiers Pas sur scène : Ryan Evans
- 2006 : Les Sorcières d'Halloween 4 : Ethan Dalloway
- 2006 : Smallville (saison 6 épisode 5) : Lex Luthor jeune
- 2006 : Pour le meilleur et le pire : Pete Pratt
- 2007 : High School Musical 2 : Ryan Evans
- 2008 : The Real Son : Freddie Deasnman
- 2008 : Alice dans tous ses états (Alice Upside Down) : Lester McKinley
- 2008 : Papa, la Fac et moi (College Road Trip) : Scooter
- 2008 : Les Aventures de Food Boy (The Adventures of Food Boy) : Ezra
- 2008 : At Jesus' Side : Jericho
- 2008 : Lock and Roll Forever : Donnie
- 2008 : High School Musical 3 : Nos années lycée (High School Musical 3: Senior Year) : Ryan Evans
- 2008 : Harvey Milk : Danny Nicoletta
- 2009 : The Legend of the Dancing Ninja (en) : Tokyo Jones
- 2009 : I Kissed a Vampire : Dylan
- 2010 : Street Dancing Ninja : Ikki
- 2010 : Les experts : Guillermo
- 2011 : Smallville (saison 10, épisodes 13 et 16) : le clone de Lex Luthor et de Clark Kent / Conner Kent / Superboy
- 2011 - 2017 : Switched (Switched at Birth) : Toby Kennish
- 2011 : La Fabulous Aventure de Sharpay : Ryan Evans
- 2012 : I Kissed a Vampire : Dylan Knight
- 2014 - 2017 : Shérif Callie au Far West : Député Peck
- 2019 - 2023 : High School Musical : La Comédie musicale, la série : lui-même (saison 1 , saison 2 et saison 4 )

## Discographie

### Par titre
- 2006 : What I've Been Looking For
- 2006 : Stick to the Status Quo
- 2006 : Bop to the Top
- 2006 : We're All in This Together
- 2006 : I Can't Take My Eyes Off of You
- 2006 : You Know I Will
- 2007 : You Got It
- 2007 : Go the Distance
- 2007 : What Time is it ?
- 2007 : Fabulous
- 2007 : I Don't Dance
- 2007 : Everyday
- 2007 : All For One
- 2007 : Humuhumunukunukuapua'a (Bonus Track)
- 2007 : Let It Snow
- 2008 : Jenny Got A Fever
- 2008 : I Just Gotta Rock
- 2008 : I Want It All
- 2008 : A Night to Remember
- 2008 : Just Wanna Be With You
- 2008 : Senior Year Spring Musical Medlay
- 2008 : We're All in This Together (Graduation Mix)
- 2008 : High School Musical
- 2008 : Last Chance
- 2008 : Trash Talkin'

### Par album
- 2006 : High School Musical
- 2006 : Rox et Rouky 2
- 2007 : DisneyMania 5
- 2007 : High School Musical 2
- 2007 : Disney Channel Holiday
- 2008 : Alice Upside Down
- 2008 : High School Musical 3 : Nos années lycée